# 五一市镇
五一市镇（俄语：Муниципальное образование «Первомайское»）是俄罗斯联邦伊尔库茨克州努库茨基区所属的一个市镇。其下辖有个居民点，行政中心为五一村。据2016年统计，该市镇的人口数为911。